# Stav (föremål)
|  | Wiktionary har en ordboksartikel om stav. |

Stav är i sin huvudbetydelse ett smalt långt föremål av trä eller metall som används för att ha i handen för stöd.

## Typer av stavar
- Käpp, används som stöd vid gång, ofta av äldre människor. Ofta ca 1 m lång
- Gångstav, används i tränings eller motionssyfte
- Skidstav, skidstavar används i längdåkning, alpin skidåkning, skidskytte och freestyle. Detta för att få en högre fart.
- Hoppstav, används i stavhopp och är ca 3-4.20 lång, beroende på utövarens längd
- Trollstav, används vid trolleri.
- Massagestav är en sorts stav som stimulerar kvinnans klitorisollon.
- Med stav kan också avses något kortare föremål som glasstav eller de inlagda träbitarna i ett parkettgolv.